# Itamar Even-Zohar
Itamar Even-Zohar (en hebreu: איתמר אבן-זהר‎, 1939, Tel-Aviv) és un investigador israelià, professor de la Universitat de Tel-Aviv. És el fundador de la teoria dels polisistemes i un dels més rellevants investigadors en el camp dels estudis culturals, els estudis de traducció o la construcció d'identitats nacionals a través de la cultura.

## Biografia
Nascut en Tel-Aviv el 1939, Even-Zohar va obtindre els seus títols en la Universitat de Tel-Aviv (B.A. i PhD) i en la Universitat de Jerusalem (M.A). També va estudiar en Oslo, Copenhaguen i Estocolm. Ha participat com a docent convidat en diverses universitats i instituts d'Europa i Estats Units, com ara Amsterdam, París, Filadèlfia, Reykjavík, Quebec, Lovaina, Santiago de Compostel·la, Santander, St. John's (Terranova), Barcelona i Santa Cruz (Califòrnia). És parlant d'hebreu (la seua llengua materna), àrab, anglés, francés, suec, espanyol, noruec, danés, italià, rus, alemany, islandés i altres idiomes. El mes d'abril de 2014 va ser elegit membre honorari de l'Acadèmia Austríaca de Ciències, Divisió d'Humanitats i Ciències Socials.

## Idees fonamentals

### Investigació estructuralista
Des dels inicis dels anys setanta, Itamar Even-Zohar ha desenvolupat les eines teòriques i metodològiques necessàries per a estudiar la complexitat i la interdependència dels «sistemes culturals», que s'entenen com a xarxes socials complexes, heterogènies, versàtils i dinàmiques. El 1972, va proposar una teoria del text com una estructura de diverses capes, encara que poc després es va convertir en un dels primers crítics de «l'estructuralisme estàtic» (Even-Zohar 1978) i el que ell entenia com un greu problema: la reïficació imposada per l'agenda estructuralista i per una rígida i estèril interpretació del concepte d'estructura i sistema lingüístic de Saussure. Per tal que eixes nocions foren fructíferes i pogueren aplicar-se a altres activitats culturals, vives i complexes, Even-Zohar afirma que cal tindre en compte la interrelació de les dimensions sincròniques i diacròniques del sistema sociocultural. És per això que va introduir en les seues teories la idea d'un estructuralisme dinàmic, un «sistema de sistemes» obert que representa millor la variabilitat i l'heterogeneïtat d'estos sistemes (Even-Zohar 1979).
A partir d'eixe enfocament nou, va desenvolupar un programa d'investigació destinat a estudiar el sistema literari més que no els texts en ells mateixos; eixe programa ha adquirit una gran rellevància en el camp dels estudis literaris i els estudis de traducció, fins al punt de permetre ampliar el concepte normatiu de «literatura» o «cultura» com un conjunt de produccions elevades, i explorar el conjunt d'interrelacions entre el «centre» i la «perifèria» del sistema literari, entre la literatura canònica i la no canònica.

### Teoria dels polisistemes
Even-Zohar substituïx els paràmetres causals unívocs per factors polivalents que expliquen millor la complexitat de la cultura, tant dins d'un únic sistema com entre diversos sistemes relacionats. Esta teoria dels polisistemes (Even-Zohar 1978, 1979, 1990, 1997, 2005) analitza conjunts de relacions, inicialment en les àrees de la llengua i la literatura, i més avant en altres àmbits socioculturals. Per la seua banda, Ovidi Carbonell compara eixa teoria amb el concepte d'episteme de Michel Foucault.
Un altre defensor d'esta teoria és l'acadèmic estatunidenc Edwin Gentzler.

### Elsmodels
Even-Zohar va desenvolupar la seua idea de sistema proposant que l'objecte d'estudi no havien de ser ja els textos com a productes culturals, sinó més aïnes els models culturals dinàmics que determinen la producció d'eixos objectes culturals concrets (Even-Zohar 1997). Desenvolupant les seues teories en ciència cognitiva i antropologia, Even-Zohar afirma que són els models interpersonals que les persones aprenen i utilitzen en la seua vida quotidiana els que ajuden a explicar les dinàmiques de determinada cultura. Esta «teoria de models» forma part d'una «teoria de repertoris» més àmplia, profundament influïda pel formalisme rus i la semiòtica soviètica (Yuri Lotman, Vyacheslav Vsevolodovich Ivanov, Toporov, Boris Uspensky, etc.).

### Estudis de traducció
Els estudis d'Even Zohar sobre traducció han mostrat que les discrepàncies entre textos d'origen i textos de destinació poden ser explicades com al resultat d'accions governades per normes domèstiques (és a dir, interiors a estes cultures). Les seues investigacions innovadores sobre la importància i la significació de la traducció han contribuït perquè els estudis de traducció deixen de ser un aspecte marginal dels estudis filològics, i es convertisquen en un dels principals focus d'interés en la investigació de les relacions interculturals.

### Construcció nacional i cultura
Itamar Even-Zohar ha estudiat el paper de la literatura en la construcció de les cultures nacionals, tant en Israel com en Europa. En la línia de la seua proposta que la cultura ha de ser estudiada no com a producte, sinó com un conjunt d'accions o programes d'acció, Even-Zohar ha analitzat l'emergència i la cristal·lització d'una cultura hebrea nativa en Palestina, que ha servit de model per a estudis similars en altres àrees i sistemes culturals, com Islàndia, Itàlia, Galícia o Catalunya, per exemple.
Des dels anys noranta, els treballs de recerca d'Even-Zohar s'han centrat, fonamentalment, en les pràctiques de planificació cultural en noves entitats sociopolítiques. En eixe sentit, ha examinat problemes de relació entre majories i minories, entre centre i perifèria en el context de la lluita pel control dels recursos culturals.

## Treballs publicats
- 1972 – “An Outline of a Theory of the Literary Text”. Ha-Sifrut III (3/4): pàg. 427–446 (en hebreu).
- 1978 – Papers in Historical Poetics. Tel-Aviv: Porter Institute.
- 1979 – “Polysystem Theory”. Poetics Today 1(1-2, Autumn) pàg. 287–310.
- 1990 – Polysystem Studies. [= Poetics Today 11:1]. Durham: Duke University Press.
- 1997 – “Factors and Dependencies in Culture: a Revised Draft for Polysystem Culture Research”. Canadian Review of Comparative Literature = Revue Canadienne de Littérature Comparée XXIV (1, March), p. 15-34.
- 2005 – Papers in Culture Research.